# Olindo Giovanni Manfrenati
Olindo Giovanni Manfrenati (fl. XX secolo) è stato un calciatore italiano, di ruolo difensore.

## Carriera
Nel campionato di Prima Categoria 1919-1920 colleziona 6 presenze nel Pro Caserta e 3 nella Puteolana.

Con il Pro Caserta gioca la finale di pre qualificazione al campionato, vinta contro il Savoia per 4-0 e il girone campano dove sigla due reti in entrambe le gare disputate contro la Puteolana.

Nello stesso campionato, eliminato il Pro Caserta, passa alla Puteolana che disputa il girone semifinale interregionale, scendendo tre volte in campo contro Fortitudo Roma e Pisa.

Nella stagione 1920-1921, Manfrenati gioca 11 partite senza mai segnare e la squadra granata vince prima il girone campano e poi il Girone Finale campano, venendo però poi eliminata a tavolino dal campionato.

Nel successivo campionato colleziona ulteriori 11 presenze con i diavoli rossi, arrivando a disputare la Finale di Lega Sud incrociando ancora la Fortitudo Roma.

Con lo scioglimento della Puteolana a causa di una crisi economica, Manfrenati passa allo Stabia disputando due campionati ancora in massima serie.